# Sanatorium Eerbeek
Sanatorium Eerbeek was een Nederlands tuberculose-sanatorium vernoemd naar de vestigingsplaats, het Gelderse Eerbeek.

## Geschiedenis
Het sanatorium was een initiatief van de Vereeniging tot bevordering der gezondheid in de grafische vakken in Nederland. In 1913 werd reeds een stuk grond aangekocht in Eerbeek met het idee om hier een sanatorium te bouwen. Door een gebrek aan financiële middelen gebeurde er jaren niets, totdat een aangrenzende villa van wit zandsteen te koop kwam. De villa werd door architect Everwijn Verschuyl verbouwd tot een sanatorium met ruimte voor tien tuberculeuze typografen en boekbewerkers. Het werd in 1922 geopend. Tuberculose werd in die tijd behandeld door een rustkuur in de frisse lucht. De villa had een groot balkon op het zuidoosten, waar de patiënten konden zonnebaden. In het omliggende dennenbos werden draaibare lighallen geplaatst, zodat de patiënten gedurende de dag in de zon en uit de wind konden liggen.
Begin jaren dertig bouwde de vereniging op zes hectare grond in Zeist ook een kinderhuis en een herstellingsoord voor volwassenen. In 1951 werd ook het gebouw in Eerbeek een herstellingsoord voor patiënten die herstelden van verschillende ziekten. Thans is het gebouw een woonhuis (Doonweg 7).